# Kerprich-aux-Bois
Kerprich-aux-Bois (deutsch Kirchberg am Wald)  ist eine französische Gemeinde mit 192 Einwohnern (Stand 1. Januar 2022) im Département Moselle in der Region Grand Est (bis 2015 Lothringen). Sie gehört zum Arrondissement Sarrebourg-Château-Salins und zum Kanton Sarrebourg.

## Geografie
Kerprich-aux-Bois liegt etwa sieben Kilometer westlich von Sarrebourg auf einer Höhe zwischen 257 und 314 m über dem Meeresspiegel. Das Gemeindegebiet umfasst 8,05 km². Die Gemeinde hat im Westen einen Anteil am Étang du Stock (Stockweiher) und am Saarkanal. An der nördlichen Gemeindegrenze verläuft der Landbach, der zur Saar entwässert.

## Geschichte
Der Ort wurde 1178 erstmals als Kirchberg erwähnt. Das Dorf gehört seit 1661 zu Frankreich.
Vom 1. Oktober 1972 bis zum 1. Januar 1984 bildete Kerprich-aux-Bois zusammen mit Diane-Capelle die Gemeinde Diane-et-Kerprich.

### Bevölkerungsentwicklung
| Jahr      | 1962 | 1968 | 1975 | 1982 | 1990 | 1999 | 2007 | 2019 |
| Einwohner | 144  | 135  | 159  | 143  | 117  | 131  | 131  | 174  |

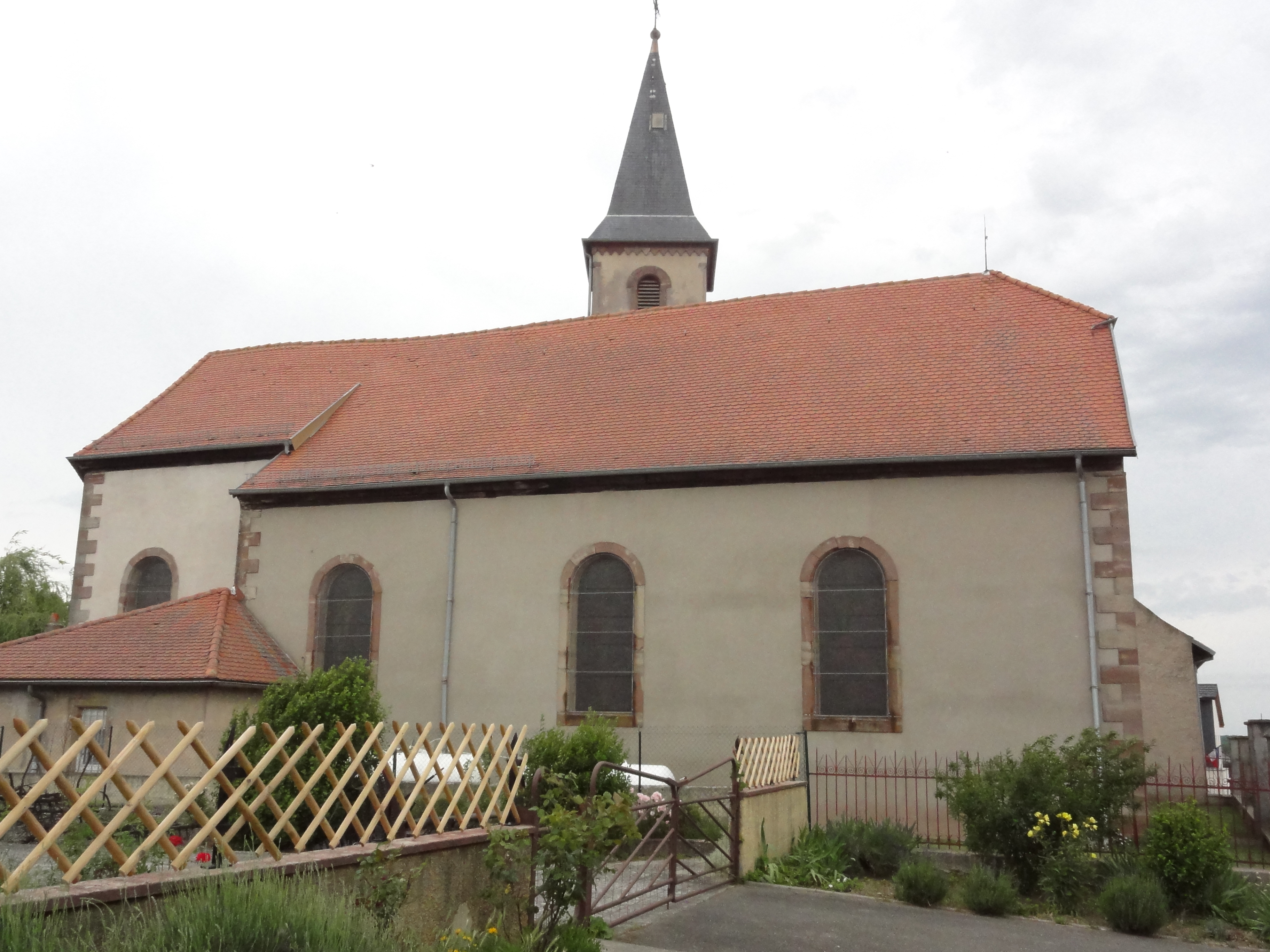
Kirche Saint-Pierre-aux-Liens
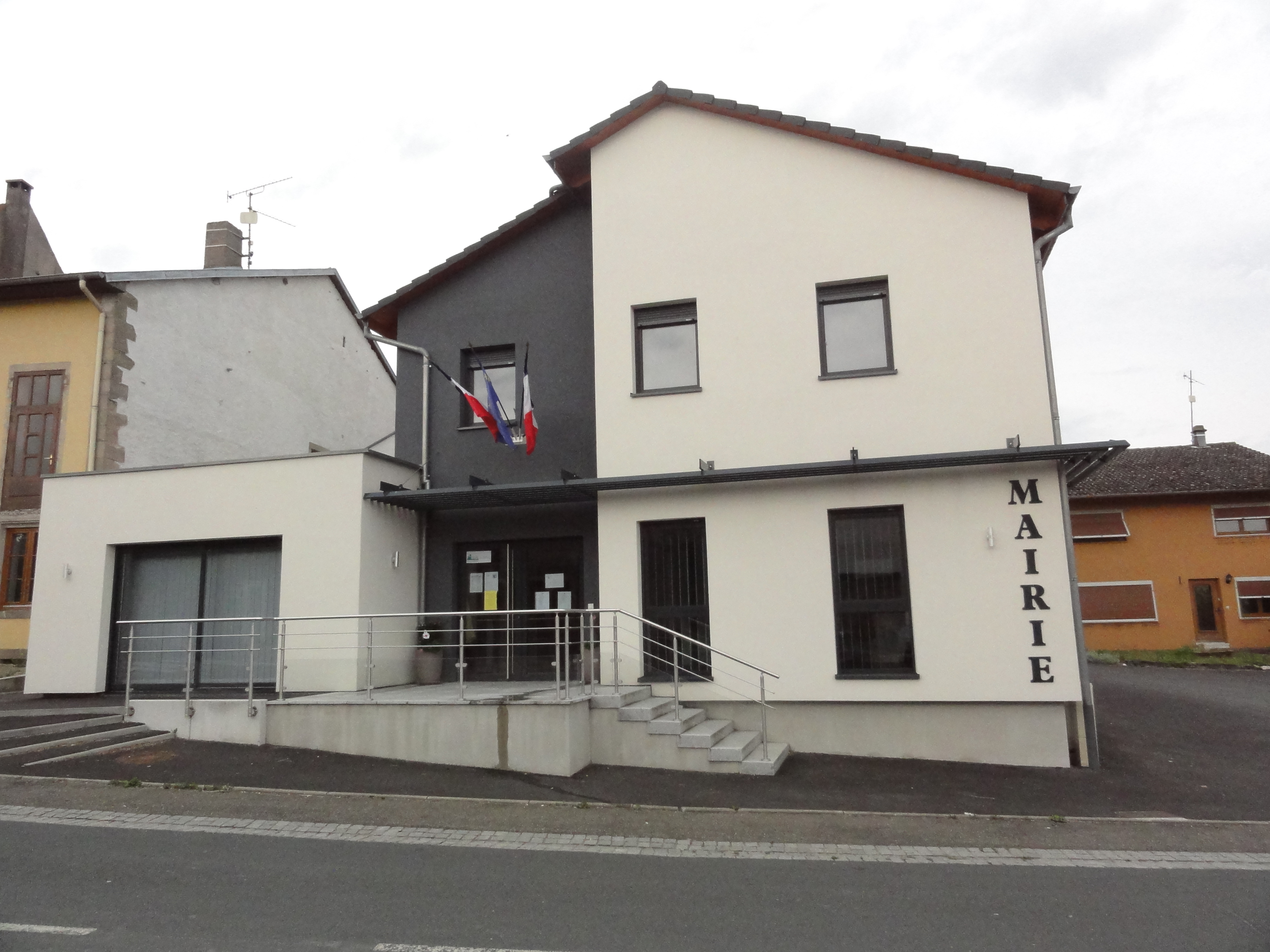
Rathaus (mairie)
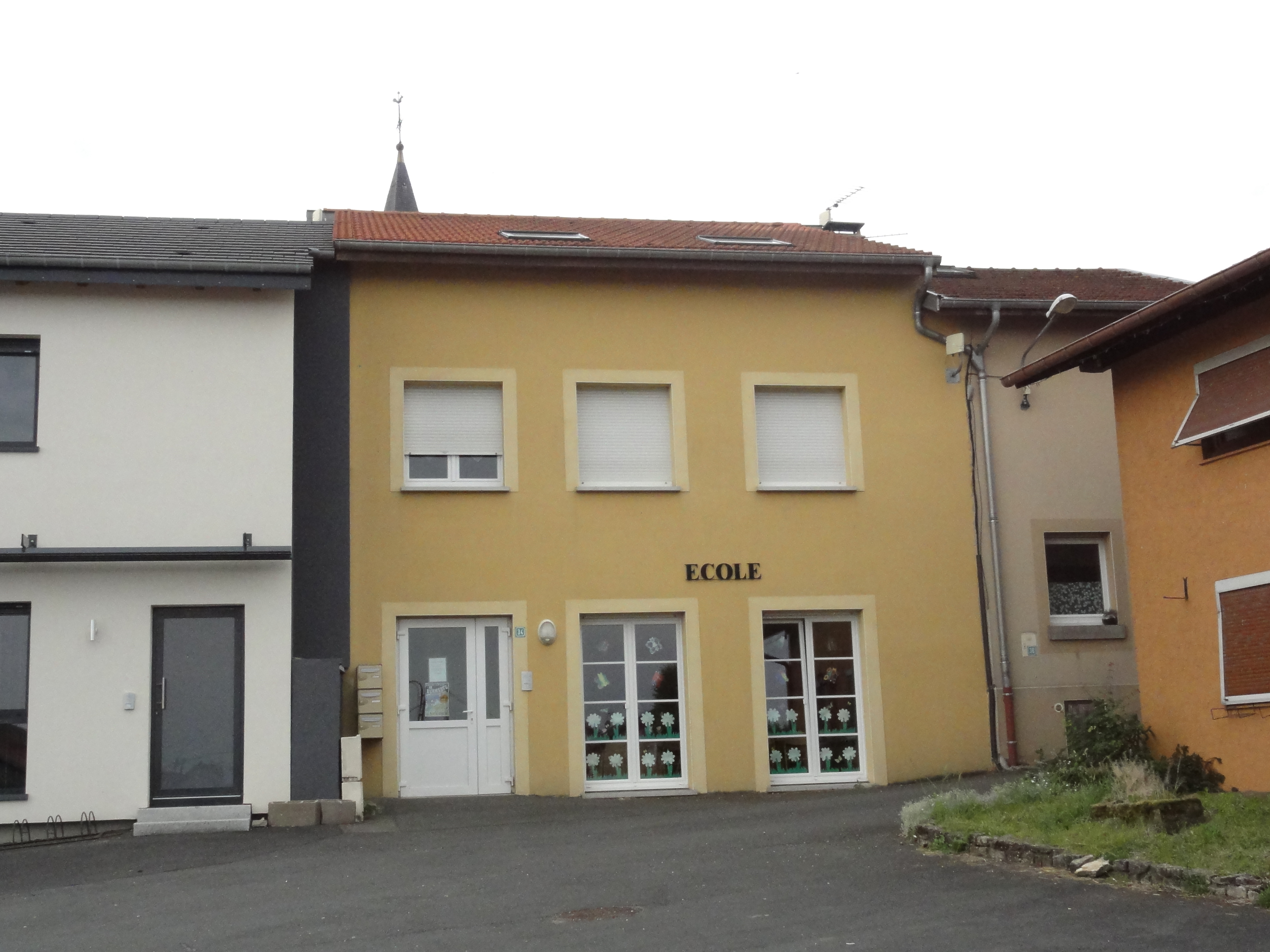
Grundschule
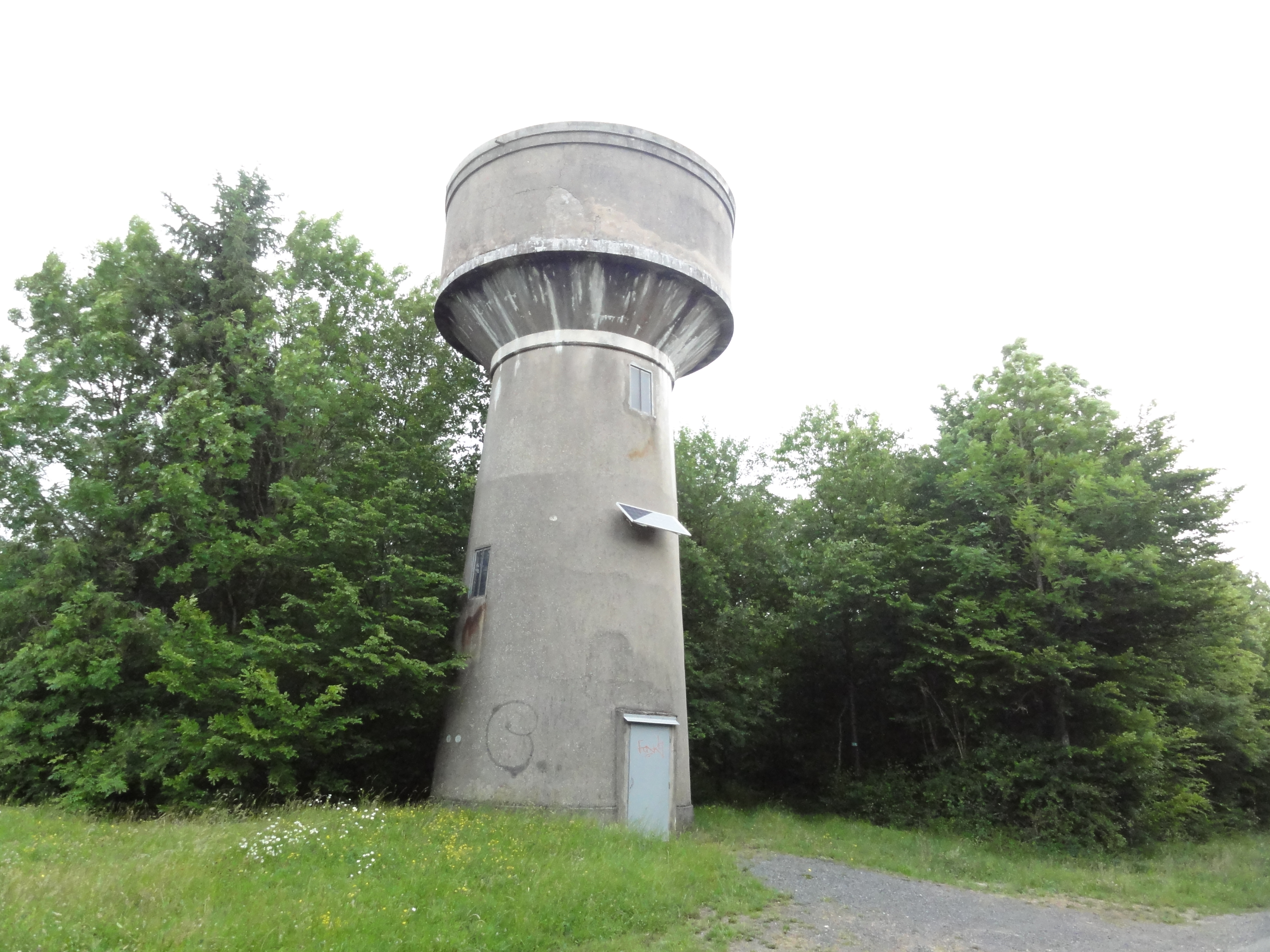
Wasserturm
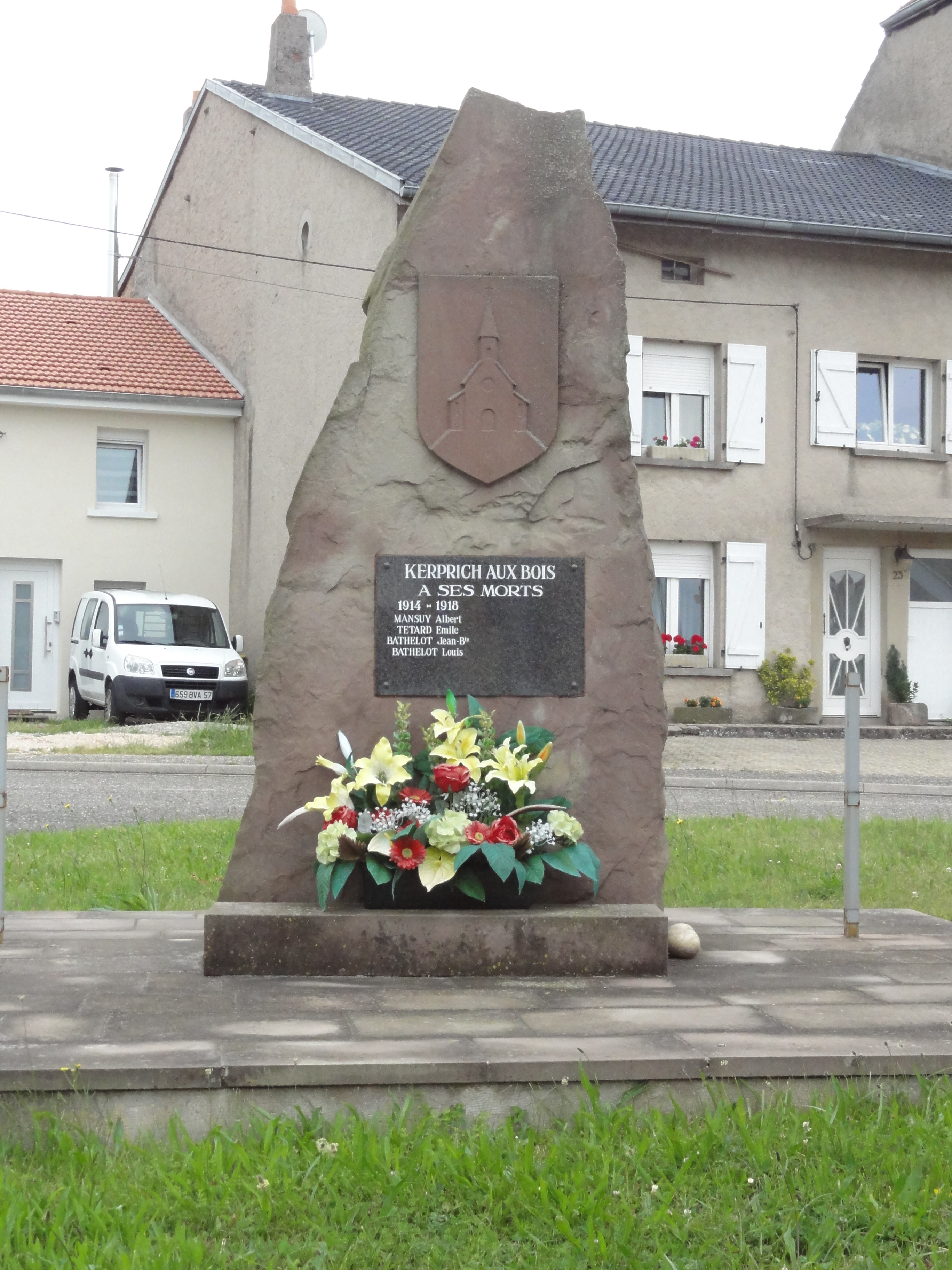
Gefallenendenkmal